# 名探偵シャーロック・ノームズ
『名探偵シャーロック・ノームズ』（原題:Sherlock Gnomes）は、2018年に公開された米英合作のアニメ映画である。監督はジョン・スティーヴンソン、主演はジェームズ・マカヴォイとエミリー・ブラントが務めた。本作はウィリアム・シェイクスピアの戯曲『ロミオとジュリエット』及びアーサー・コナン・ドイルの『シャーロック・ホームズ』シリーズを原作としており、2011年に公開された『ノミオとジュリエット』の続編でもある。

## ストーリー
探偵のシャーロック・ノームズは助手のワトソンと共にロンドンの自然史博物館へと急行した。そこには2人の宿敵であるモリアーティがおり、ノームたちを圧殺しようとしていたのである。戦闘の末、モリアーティは恐竜の化石に押し潰されてしまった。
その頃、ノミオとジュリエット一行はロンドンに向かっていた。新しい庭に辿り着いた一行は庭をより美しくする作業に着手したが、新しい花を見つけるために花屋を訪れたノミオが店主に捕まってしまうという事態が発生した。ジュリエットはノミオを救出したが、いつの間にか他のノームたちがいなくなってしまった。2人は失踪したノームたちを探すために、シャーロックとワトソンの協力をすることになった。事件現場に残された手掛かりから、4人はモリアーティが実は生存していたことを知った。その手掛かりに導かれ、一行はチャイナタウン経由で自然史博物館に辿り着いた。
ノミオは勇んで中に入ろうとしたが、シャーロックは罠の可能性を疑っており、しばらく考えてから決断することにした。ジュリエットがそれに同意したため、ノミオは憤激して単身突撃することにした。ところが、シャーロックの疑念通り、それは罠であった。ノミオは他のノームたちと同様に囚われの身となってしまった。その頃、シャーロックは新しい手掛かりを発見していた。その手掛かりは犬に奪われてしまったが、シャーロックの機転で何とか取り返すことができた。
ノミオは全員で脱出しようとしていたが、脱出中にモリアーティの手下であるガーゴイルがやってきたため、彼とレッド・グーン・ノームしか脱出できなかった。その頃、シャーロックとジュリエットは手掛かりが指し示したドールショップを訪れていたが、そこにいたのはシャーロックの元婚約者アイリーンであった。アイリーンはシャーロックの顔を見るや否や、2人を問答無用で叩き出した。その後、ジュリエットは1人でアイリーンの下を訪ね、何とか情報をもらうことに成功した。その情報を頼りに、2人はロンドン塔に向かったが、そこに待ち受けていた真実は予想だにしないものであった。

## キャスト
- ジェームズ・マカヴォイ - ノミオ（中村章吾）
- エミリー・ブラント - ジュリエット（うえだ星子）
- ジョニー・デップ - シャーロック・ノームズ（平田広明）
- キウェテル・イジョフォー - ノーム・ワトソン医師（佐々木梅治）
- メアリー・J・ブライジ - アイリーン
- ジェイミー・デメトリウ - モリアーティ（堀内賢雄）
- マイケル・ケイン - レッドブリック卿
- マギー・スミス - レディ・ブルーベリー
- アシュレー・ジェンセン - ナネット
- マット・ルーカス - ベニー
- スティーヴン・マーチャント - パリス
- オジー・オズボーン - フォーン
- ジュリー・ウォルターズ - ミス・モンタギュー
- リチャード・ウィルソン - ミスター・キャピュレット
- ジュリオ・ボネット - マンキニ・ノーム
- ケリー・アズベリー - レッド・グーン・ノーム
- ダン・スターキー - テディ・グレッグソン
- デクスター・フレッチャー - レジー
- ジェームズ・ホン - 塩を振りかける人
- ジョン・スティーヴンソン - ゴリラ
- その他の日本語吹き替え：駒谷昌男／森夏姫／烏丸祐一／羽野だい豆／山本留里佳／伊沢磨紀／佐々木薫／きそひろこ／越後屋コースケ／羽鳥佑／長谷川敦央／虎島貴明／下田屋有依

日本語版スタッフ：演出：伊達康将、翻訳：千葉真美、録音・調整：飯野和義、制作進行：飯塚義豪／田村幸生（東北新社）、日本語版制作：(株)東北新社

## 製作
2012年3月、ロケット・ピクチャーズが『ノミオとジュリエット』の続編の製作を始めたと報じられた。9月、ジョン・スティーヴンソンが本作の監督に起用された。前作の監督を務めたケリー・アズベリーは続投の意欲を見せていたが、『スマーフ スマーフェットと秘密の大冒険』の製作に取りかかっていたため、本作でも監督を務めることを断念せざるを得なかった。ただ、アズベリーは声優として本作に参加している。
2015年11月6日、ジョニー・デップが本作で声優を務めるとの報道があった。10日、ジェームズ・マカヴォイとエミリー・ブラントが続投すると報じられた。

## 公開・マーケティング
当初、本作は2018年1月12日に全米公開される予定だったが、後に公開日は同年3月23日に延期されることとなった。
2017年11月3日、本作のティーザー・ポスターが公開された。7日、本作のファースト・トレイラーが公開された。2018年1月、前年に公開された映画（『ディザスター・アーティスト』、『グレイテスト・ショーマン』、『ウィンストン・チャーチル/ヒトラーから世界を救った男』、『ワンダーウーマン』、『ゲティ家の身代金』、『ペンタゴン・ペーパーズ/最高機密文書』、『アイ,トーニャ 史上最大のスキャンダル』、『シェイプ・オブ・ウォーター』、『ガーディアンズ・オブ・ギャラクシー:リミックス』）のポスターを模したポスターが公開された。

## 興行収入
本作は『ミッドナイト・サン 〜タイヨウのうた〜』、『パウロ 愛と赦しの物語』、『パシフィック・リム: アップライジング』、『アンセイン 〜狂気の真実〜』と同じ週に封切られ、公開初週末に1500万ドルを稼ぎ出すと予想されていたが、実際の数字はそれを下回るものとなった。2018年3月22日、本作は全米3662館で公開され、公開初週末に1060万ドルを稼ぎ出し、週末興行収入ランキング初登場4位となった。この数字は前作の初動成績（2525万ドル）を大きく下回るものであった。

## 評価
本作に対する批評家の評価は芳しいものではない。映画批評集積サイトのRotten Tomatoesには60件のレビューがあり、批評家支持率は27%、平均点は10点満点で4.5点となっている。サイト側による批評家の見解の要約は「悲しいことに、『名探偵シャーロック・ノームズ』は「何故この作品が存在するのか」という謎を解明できていない。」となっている。また、Metacriticには14件のレビューがあり、加重平均値は36/100となっている。なお、本作のCinemaScoreはB+となっている。